# Obriši suze, generacijo
Obriši suze, generacijo — музичний альбом гурту Novi fosili. Виданий 1989 року лейблом Jugoton. Загальна тривалість композицій становить 41:02. Альбом відносять до напрямку поп.

## Список пісень
Сторона A
1. «Obriši suze, generacijo» — 4:07
2. «Fine djevojke» — 3:15
3. «Nije ljubav» — 3:05
4. «Bu-bu-a-bu» — 3:00
5. «Vrati se ljeto» — 3:50
6. «Svakoga dana» — 3:25

Сторона B
1. «Sanjala sam» — 4:00
2. «Dunjo mirisna» — 3:00
3. «Dečki, dečki» — 2:30
4. «Trideset peta» — 4:05
5. «Više mi ništa ne značiš» — 3:20
6. «Put na sjever» — 3:25